# Johann IV. (Sachsen-Lauenburg)

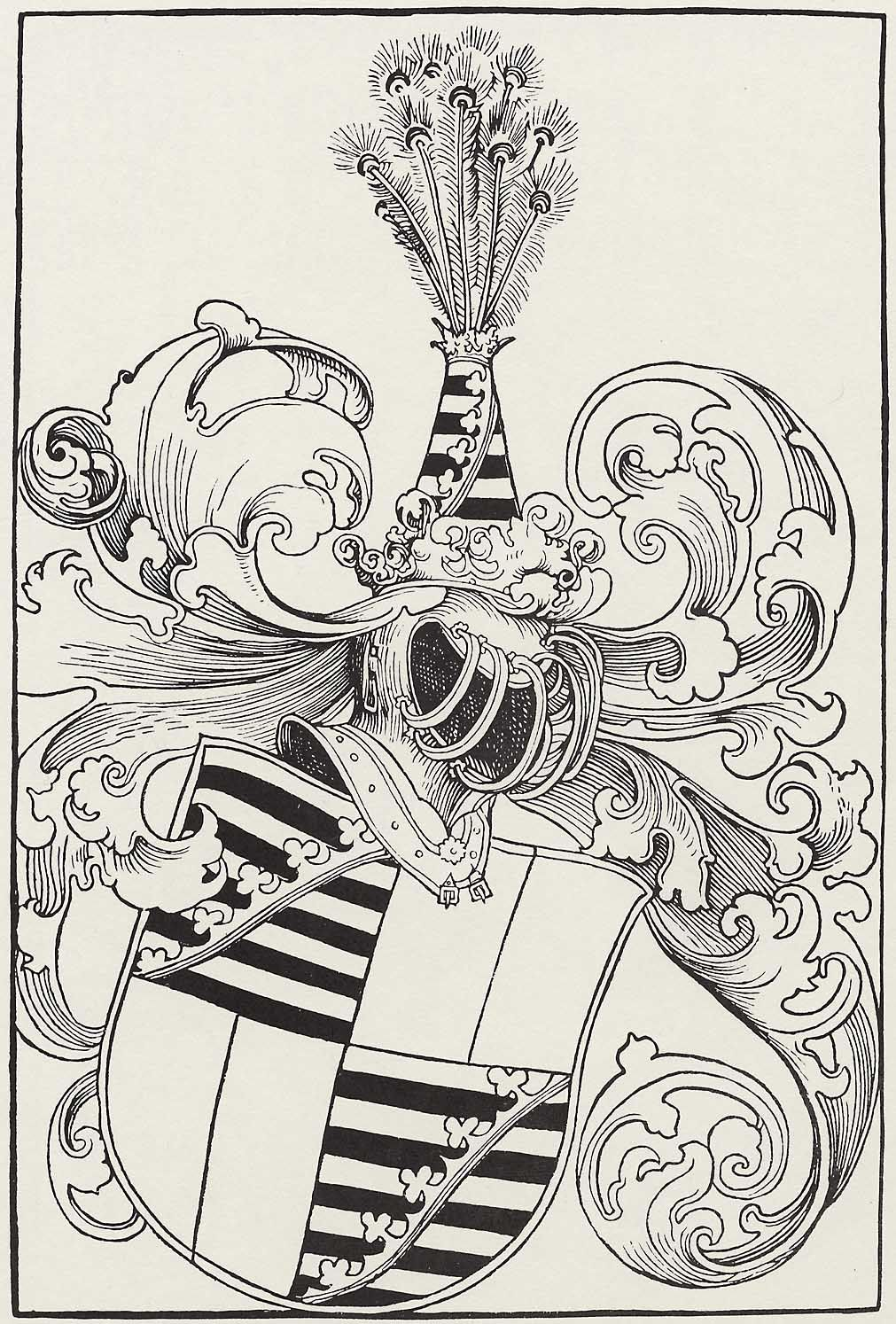
Wappen Johann IV. von Sachsen-Lauenburg (Holzschnitt von Lucas Cranach dem Älteren)

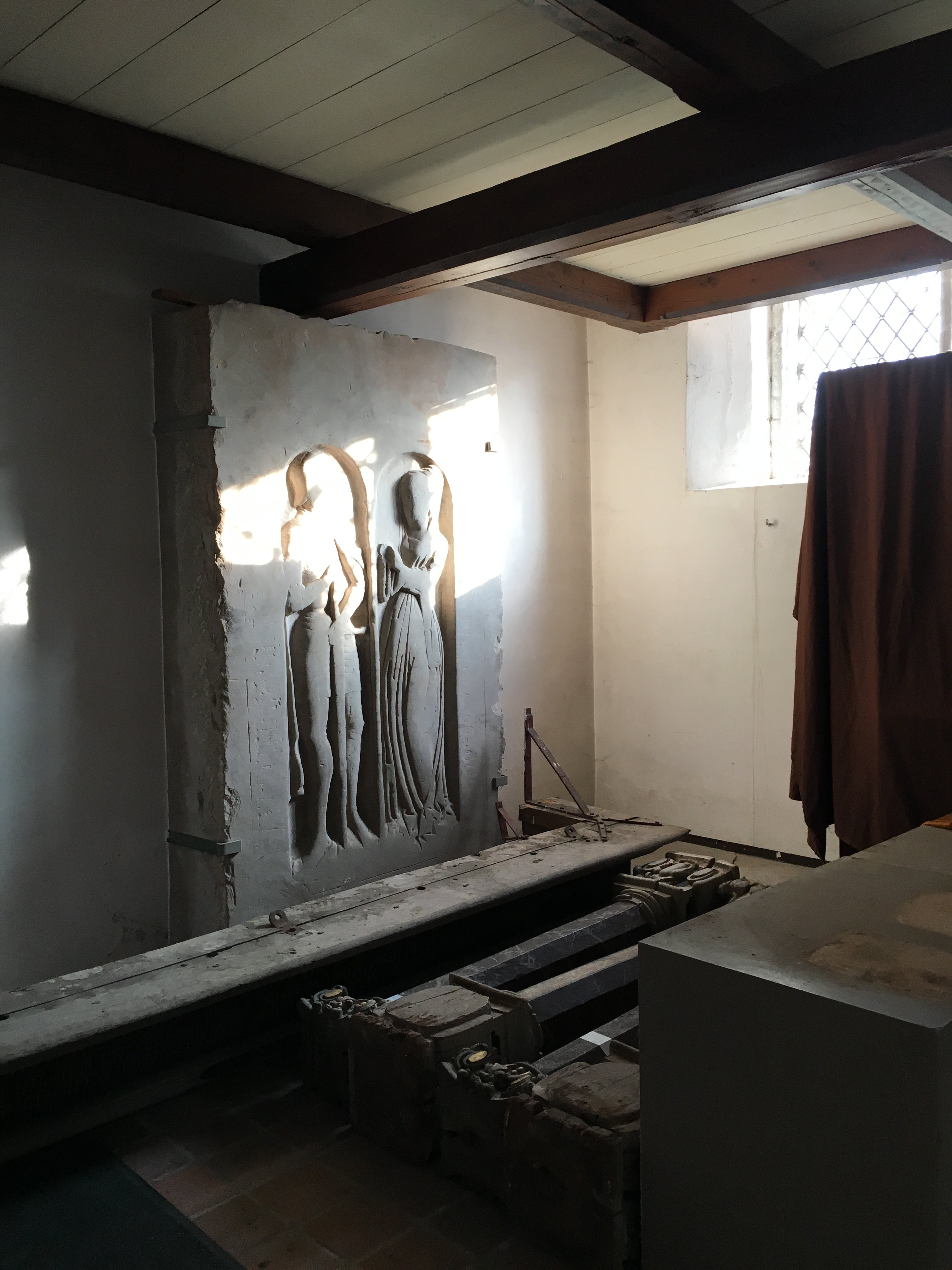
Grabplatte im Ratzeburger Dom

Johann IV. von Sachsen-Lauenburg-Ratzeburg (* 18. Juli 1439; † 15. August 1507) aus dem Hause der Askanier war ab 1463 Herzog von Sachsen-Lauenburg.

## Leben
Johanns Eltern waren Herzog Bernhard II. von Sachsen-Lauenburg (um 1385–1463) und Adelheid von Pommern (1410–1444/45), Tochter des Herzogs Bogislaw VIII. von Pommern-Rügenwalde. Johann folgte seinem Vater 1463 als Herzog von Sachsen-Lauenburg. Am 27. April 1474 schrieb er sich auf einer Pilgerreise nach Rom in das Bruderschaftsbuch des Collegio Teutonico di Santa Maria dell’Anima ein.
Johann hielt weiter am kurfürstlichen Titel und dem Amt des Erzmarschalls fest und weigerte sich zunächst, ohne kaiserliche Bestätigung dieser Rechte das lauenburgische Lehen aus dessen Hand anzunehmen. Ferner lag der Herzog im fortwährenden Streit mit Lübeck um  die Stadt Mölln, bei dem er nichts ausrichten konnte. Seine Grabplatte im Ratzeburger Dom zeigt ihn und seine Ehefrau im Relief in Rundbogennischen.
1495/97 gründete Johann ein Kloster und Hospital in Kuddewörde.

## Ehe und Nachkommen
Am 12. Februar 1464 heiratete Johann in Lüneburg Dorothea (1446–1519), Tochter des Kurfürsten Friedrich II. von Brandenburg. Mit ihr hatte er folgende Kinder:
- 7Adelheid († jung)
- Sophie ⚭ 29. November 1491 Graf Anton I. von Holstein-Schauenburg (1439–1526)
- Magnus I. (1470–1543), 1484 immatrikuliert an der alten Universität Köln (Universitas Studii Coloniensis), Herzog von Sachsen-Lauenburg
- Erich (1472–1522), 1484 immatrikuliert an der alten Universität Köln, Bischof von Hildesheim und Münster
- Katharina, Nonne
- Bernhard († 1524), 1484 immatrikuliert an der alten Universität Köln
- Johann (1483–1547), Bischof von Hildesheim
- Rudolf († 1503)
- Elisabeth von Sachsen-Lauenburg († ca. 1542)

⚭ Herzog Heinrich IV. von Braunschweig-Grubenhagen (1460–1526)
- Heinrich († jung)
- Friedrich († vor 1501)
- Anna († 1504)

⚭ 1. 1490 Graf Johann von Lindau-Ruppin († 1500)
⚭ 2. ca. 1503 Graf Friedrich von Spiegelberg († 1537)
Bei ihrer gemeinsamen Immatrikulation 1484 in Köln wurden Erich, Magnus und Bernhard von Sachsen-Lauenburg als filii naturales et legitimi (= „natürliche und rechtmäßige Söhne“) bezeichnet. Ein außerehelich geborener Sohn war Bernhardus Sasse, ab 1519 Weihbischof in Münster.